# Оргланд, Ивар
Ивар Оргланд (норв. Ivar Orgland; 13 октября 1921, Осло — 16 июня 1994, Аскер) — норвежский учёный-филолог, лексикограф, переводчик и поэт. Был выдающимся специалистом в области исландского языка и литературы. Автор первых академических исландско-норвежского и норвежско-исландского словарей.

## Биография
Ивар родился в Осло 13 октября 1921 года. Его окрестили Карлом Иваром Свендсбе Олсеном в честь его отца Карла Олсена (норв. Carl Olsen; 1860-1928) и его деда Ивара Свендсбё (норв. Ivar Svendsbøe; 1848-1927). Его отец владел и управлял фирмой, которая на протяжении многих лет была крупнейшим транспортным предприятием Норвегии и поставщиком королевского двора как для короля Оскара II, так и для короля Хокона VII. Его мать Марен Кристин «Китти» Олсен (норв. Maren Kristine «Kitty» Olsen; 1876–1953), урождённая Свендсбё, происходила из Викебигде, где его отец был ленсманом  и членом стортинга. В 1944 году Ивар взял себе фамилию Оргланд.
Закончил среднюю школу в 1939 году, после чего поступил в Университет Осло, где в 1946 году получил степень кандидата искусствоведения, а в 1949 году кандидата филологии о области скандинавистики. С 1950 года он работал научным сотрудником в Исландском университете, а в 1952 года получил должность адъюнкт-профессора норвежского языка. После возвращения в Норвегию в 1960 году он два года работал учителем норвежского языка и литературы в средней школе в Нутоддене, затем с 1962 по 1969 год был адъюнкт-профессором норвежского языка в Лундском университете. В 1969 году в Университете Исландии за диссертацию об исландском поэте Стефауне из Хвитадалюра Ивар Оргланд получил докторскую степень по исландской литературе, став тем самым первым иностранцем, защитившим диссертацию в этом университете. С 1969 по 1973 год он работал преподавателем в педагогическом институте в Осло, затем с 1973 по 1979 году был адъюнкт-профессором исландского языка в Университете Осло. В 1980 году переехал жить в Аскер, где жил до конца жизни. Скончался 16 июня 1994 года в возрасте семидесяти трёх лет. Похоронен в Викебигде в Виндафьорде, откуда родом его мать.
С 1945 года у Ивара был бездетный брак с Гро Рёньюм, а в 1952 году он женился на Магнхильд Сельсос (норв. Magnhild Selsås). В 1953 году у них родилась дочь Корунн, затем в 1959 году сын Арильд, а в 1964 родилась младшая дочь Магне.

## Творчество
В юношестве Ивар был учеником оперного певца Сигурда Хоффа. Во время учёбы в университете он был тенором в Oslo Domkor и Sølvguttene, солировал на нескольких церковных концертах, а во время своего пребывания в Исландии провёл несколько песенных концертов с норвежской программой для исландского радио.
Как поэт, Оргланд дебютировал со сборником стихов «Lilje og sverd» в 1950 году, а затем опубликовал в общей сложности 15 собственных сборников стихов, в том числе «Anna Atlantider» (1960), «Farvegar» (1964), «Villgunna dansar» (1970) и «Nattstill fjord» (1973) и др. Оргланд был страстным пропагандистом исландской поэзии и культуры. Он опубликовал больше 20 книг с переводами исландской поэзии от средневековья до наших дней. Также он сделал перевод сборника стихов с гутнийского и один с фарерского.
В 1976 году Оргланд издал учебник исландского языка «Við lærum íslensku» (рус. Мы изучаем исландский), в 1981 учебное пособие «Lær litt islandsk» (рус. Учим немного исландский. Вместе с Фредериком Раастадом он опубликовал в 1985 году первый академический исландско-норвежский словарь, а в 1993 году — норвежско-исландский словарь.
Написал двухтомную биографию известного исландского поэта-неоромантика Стефауна Сигюрдссона:
- Ivar Orgland. Stefán frá Hvítadal : maðurinn og skáldið (исланд.) / Baldur Jónsson, Jóhanna Jóhannsdóttir. — Reykjavík: Bókaútgáfa Menningarsjóðs, 1962. — Vol. I. — 272 p.
- Ivar Orgland. Stefán frá Hvítadal og Norge : Ei gransking i norsk innverknad på ein islandsk 1900-tals lyrikar (норв.). — Oslo: Norske Samlaget, 1969. — Vol. II. — 322 p.

Первый том был издан в Исландии в 1962 году в переводе на исландский язык Бальдюра Йоунссона и Йоуханны Йоуханнсдоуттир. Второй том был издан на норвежском в Норвегии в 1969 году, а в 1990 году был опубликован в Исландии в переводе Стейндоура Стейндоурссона.

## Награды
Получил Рыцарский крест исландского Ордена Исландского сокола в 1955 году, а в 1977 году был награждён Большим крестом этого ордена. В 1980 году стал пожизненным государственным стипендиатом. За книгу «Dikt av islandske kvinner : frå 1700-talet til våre dagar» (рус. Стихи исландских женщин: с XVIII века до наших дней) Оргланд получил в 1986 году Бастианскую премию Норвежской ассоциации переводчиков.